# Oreiscelio turneri
Oreiscelio turneri är en stekelart som beskrevs av Nixon 1933. Oreiscelio turneri ingår i släktet Oreiscelio och familjen Scelionidae. Inga underarter finns listade i Catalogue of Life.